# Чохонелидзе, Гиули Ясонович
Гиули Ясо́нович Чохонели́дзе (груз. გიული იასონის ძე ჭოხონელიძე; 10 апреля 1929, Тифлис — 24 декабря 2008, Тбилиси) — советский и грузинский актёр театра и кино, кинорежиссёр и сценарист. Народный артист Грузинской ССР (1983).

## Биография
Родился 10 апреля 1929 года в Тбилиси.
В 1951 году окончил Тбилисский театральный институт имени Ш. Руставели, затем один год учился во ВГИКе у С. А. Герасимова. Работал актёром Тбилисского академического театра имени К. Марджанишвили.
В начале своей карьеры много снимался в главных и эпизодических ролях на киностудии «Грузия-фильм», на студиях союзных республик. Особенно запомнился зрителям образ Ибрагима в «Фатиме» — мужественный, благородный, глубоко трагичный. 
Темы войны и мира Гиули впервые коснулся в великой киноэпопее «Война и мир» Сергея Бондарчука. В ней Чохонелидзе сыграл свою коронную роль — Багратиона. В истории создания кинообраза великого полководца первым был Серго Закариадзе. Его Багратион оказался эмоциональным, темпераментным, в то время как Чохонелидзе по-другому строил образ — играл вдумчивого, смелого стратега, которому из-за консервативного окружения порой нелегко давались решения... 
Скончался 24 декабря 2008 года.

## Фильмография

### Актёр
1. 1954 — Андриеш — эпизод
2. 1956 — Путешествие в молодость — альпинист
3. 1958 — Фатима — Ибрагим, батрак
4. 1958 — Ч.П. — Чрезвычайное происшествие — Джавахия
5. 1959 — День последний, день первый — вор / дублирует В.Захарченко
6. 1960 — Утро — Байрам (в титрах — Гиули Чохонолидзе)
7. 1961 — Случай в пути (короткометражный) — Исмаил — главная роль
8. 1961 — Под одним небом — Амбако
9. 1961 — Наша улица — Фуад
10. 1964 — Жили-были старик со старухой — инженер
11. 1966 — Игра без ничьей — майор
12. 1966 — Встреча с прошлым (фильм) — Гогия, контрреволюционер-мятежник / дублирует - Михаил Глузский
13. 1967 — Война и мир — князь Багратион
14. 1971 — Неожиданное рядом
15. 1974 — Ночной визит — Вахтанг Авалиани / дублирует - Леонид Каневский
16. 1976 — Додумался, поздравляю! — Сухиашвили, полковник милиции (озвучен Л. Каневским)
17. 1977 — Ночь над Чили — Хуан Гонсалес
18. 1979 — Земля отцов наших — Беткил
19. 1985 — Багратион — князь Багратион
20. 1988 — Очень скучная история — отец
21. 1989 — Султан Бейбарс — Барат
22. 1990 — Спираль — Зураб Торадзе
23. 2001 — Антимоз Ивериели — Антимоз Ивериели в старости

### Режиссёр
1. 1968 — Гривко (короткометражный)
2. 1972 — Весенний вечер (короткометражный)
3. 1979 — Земля отцов наших
4. 1985 — Багратион
5. 1990 — Спираль
6. 2001 — Антимоз Ивериели

### Сценарист
1. 1968 — Гривко (короткометражный)
2. 1985 — Багратион

## Награды
- Орден Чести (1999)[2]
- Народный артист Грузинской ССР (1983)[2]
- Заслуженный артист Грузинской ССР (1961)[2]